# Samfya (Zambia)
Samfya er en by med 19.910 indbyggere (2010) ved den sydvestlige ende af Bangweulusøen i provinsen Luapula i Zambia. Den ligger omkring 1.180 meter over havets overflade og er sæde for administrationen af distriktet Samfya.

## Økonomi
Samfya er den største bosættelse ved Bangweulusøen og det centrale marked for Bangweulusumpene som helhed. Her handles hovedsageligt fisk fra søen og sumpene, hvor der fanges 57.000 tons  hvert år. Samfya blev grundlagt i midten af det 20. århundrede som en fiskerby og udviklede sig med fiskemarkedet, som blev etableret her, fordi byen ligger tæt på Copperbeltprovinsen, det vigtigste salgsområde for fisk.

## Infrastruktur
Samfya ligger på den asfalterede Chinese Road og er dermed forbundet med det nationale motorvejsnetværk. En postbåd forsyner Mbabala, Cishi og Chilubi, de tre hovedøer i Bangweulu-søen. Søen og sumpene forsynes udelukkende af bananbåde, der er  udhulede kanoer. Der er et posthus, en klinik (renoveret siden maj 2006, udstyret med solcelledrevet radio og lys), en tankstation og en ikke-asfalteret landingsbane.

## Turisme
I oktober finder Kwanga-festivalen i Njumbo sted her over to eller tre dage, med ritualer og traditionelle danse samt mad og drikke.